# Witzschersdorf
Witzschersdorf ist ein Ortsteil von Kötzschau, das wiederum eine Ortschaft von Leuna im Saalekreis, Sachsen-Anhalt ist. Im Ort leben ca. 100 Einwohner. Nachbarorte sind Schladebach sowie Pissen.

## Geographie
Witzschersdorf liegt zwischen den Städten Leipzig und Merseburg und südlich der Bundesstraße 181, die diese Städte miteinander verbindet.
Der Ort befindet sich im Bereich südlich der Elsteraue an der L185, die von Kötzschau kommend in Richtung Rodden – Günthersdorf führt und dort in die Bundesstraße 181 mündet. Eine weitere Straße, die im Ort als Schladebacher Weg geführt wird, führt nach Schladebach. Der nächste Bahnhaltepunkt ist Kötzschau an der (Bahnstrecke Leipzig–Großkorbetha).

## Geschichte

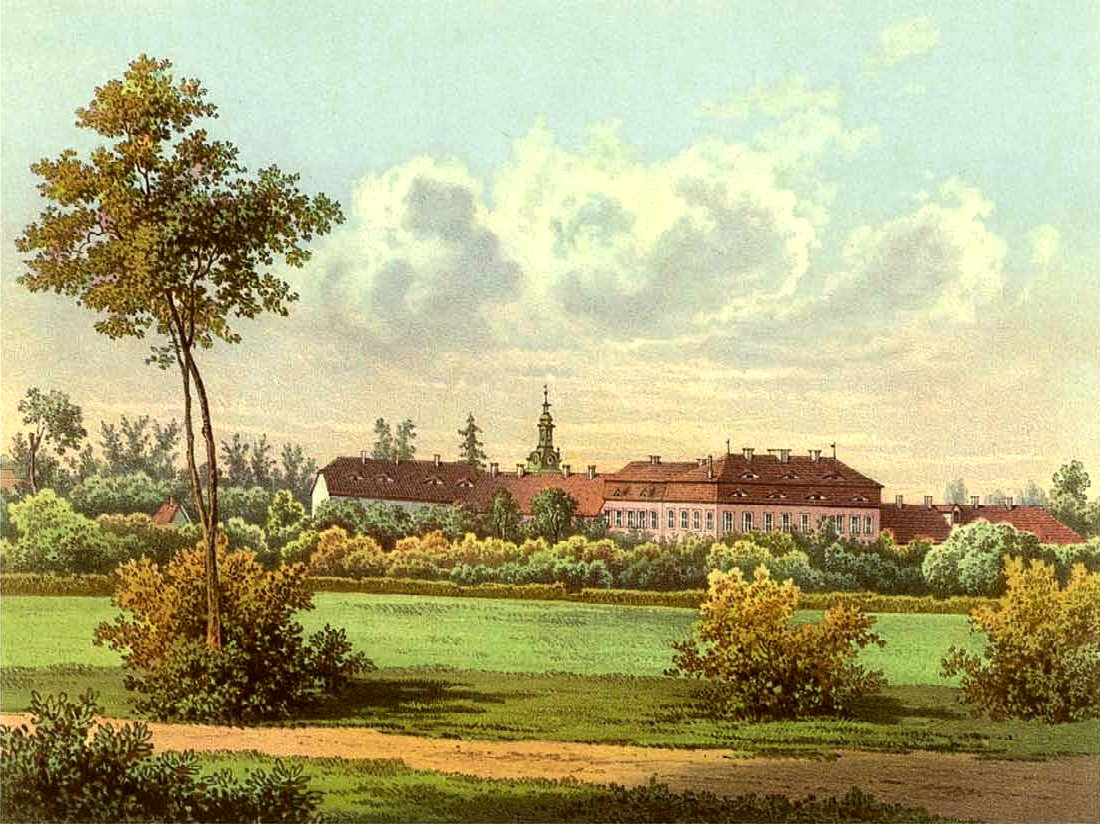
Rittergut Witzschersdorf um 1860, Sammlung Alexander Duncker

Die erste Nennung von Witzschersdorf geht in das Jahr 1285 zurück. Das im Ort befindliche Rittergut wurde später von den Familien v. Zcweym (1436), von Obschelwitz (1530), v. Uechtritz (1689), v. Hayn (1693–1759), Gottlieb von Zinck (gest. 1785) und Wurmb von Zinck (1786–1945) besessen. Die Existenz des Rittergutes endete 1945 mit der entschädigungslosen Enteignung durch die Bodenreform in der sowjetisch besetzten Zone. Das Gut mit 121 ha Gesamtgröße war eng verknüpft mit dem Dorf Witzschersdorf. Dieses war ein typisches Bauerndorf, das mit der Bodenreform ab 1945 seine bäuerliche Struktur weitgehend verloren hat. Die Witzschersdorfer Feldflur wird von einer Agrargenossenschaft (zu DDR-Zeit LPG) bewirtschaftet.
Witzschersdorf gehörte bis 1815 zum hochstiftlich-merseburgischen Amt Lützen, das seit 1561 unter kursächsischer Hoheit stand und zwischen 1656/57 und 1738 zum Sekundogenitur-Fürstentum Sachsen-Merseburg gehörte. Durch die Beschlüsse des Wiener Kongresses kam der Ort mit dem Westteil des Amts Lützen im Jahr 1815 zu Preußen und wurde 1816 dem Kreis Merseburg im
Regierungsbezirk Merseburg der Provinz Sachsen zugeteilt. Im April 1945 traf eine Fliegerbombe Gut und Dorf, tötete 36 Guts- und Dorfbewohner und richtete schwere Zerstörungen an. Dabei wurde auch der für Witzschersdorf charakteristische Torturm, als Einfahrt zum Gutshof, vernichtet. Weitere Zerstörungen und Umbauten der Gutsstruktur erfolgten in der Nachkriegszeit, sowohl zur Schaffung neuen Wohnraumes als auch aus ideologischen Gründen.
Am 1. Juli 1950 wurde Witzschersdorf nach Kötzschau eingemeindet, mit dem es am 31. Dezember 2009 zu Leuna kam. Der Dorfkern mit seinen Bauernhöfen ist erhalten, die Nachkriegsbauten blieben auf den nördlichen Dorfrand beschränkt.